# Comité Nacional de la competición profesionalizada de Fútbol Sala
El Comité Nacional de la competición profesionalizada de Fútbol Sala es el órgano de la Real Federación Española de Fútbol al que compete la promoción, gestión, organización y dirección de la Primera División y Segunda División masculina. Como también de la Primera División femenina.

## Historia
Fue creado en 2020, ocupando el rol que tenía la Liga Nacional de Fútbol Sala desde la temporada 1989-90 hasta la 2019-20, tras no renovarse el convenio de la liga con la RFEF.
El Comité está conformado por una Comisión Ejecutiva, una Comisión Directiva y un Comité Plenario tanto en categoría masculina como femenina. A su vez, de forma general los Comités específicos: Legal, Control económico, Derechos audiovisuales, Competiciones, Patrocinios y Marketing, y Resolución de conflictos internos.

## Competiciones organizadas
El Comité organiza las siguientes competiciones:
- Primera División
- Segunda División
- Copa de España
- Supercopa de España
- Primera División femenina
- Copa de España femenina
- Supercopa femenina